# Strategus aloeus
Strategus aloeus (Linnaeus, 1758) è un coleottero appartenente alla famiglia degli Scarabeidi (sottofamiglia Dynastinae).

## Descrizione

### Adulto
Si presenta come un coleottero di dimensioni medio-grandi. È caratterizzato da un corpo robusto e tarchiato, dal colore castano scuro. I maschi presentano tre corna toraciche, due superiori e uno inferiore centrale. Le femmine sono sprovviste di tali corna.

### Larva
Le larve hanno l'aspetto di grossi vermi bianchi dalla forma a "C". Presentano il capo sclerificato e le tre paia di zampe atrofizzate. Lungo i fianchi si notano dei forellini chitinosi che permettono all'insetto di respirare nel terreno.

## Biologia
Gli adulti sono di abitudini notturne. I maschi volano alla ricerca della femmina e quando la trovano, se si ritrovano in più di un esemplare, ingaggiano lotte con i rivali. Le larve si sviluppano nel terreno e si nutrono di legno morto e materia organica in decomposizione.

## Distribuzione
S. aloeus è reperibile in un areale che va dal Messico al Venezuela.